# Leimeter Csaba
Leimeter Csaba (Budapest, 1994. december 15. –) magyar válogatott kézilabdázó, a HBW Balingen-Weilstetten játékosa.

## Pályafutása
Leimeter tizenkét évesen kezdett kézilabdázni, utánpótlás játékosként a Malév SC-nél, majd a PLER KC-ban nevelkedett. Ez utóbbi csapatban már a felnőtt csapatban is szerepet kapott. A 2015–2016-os szezonban 117 gólt szerzett az NB1-ben, a következő szezonban pedig a bronzérmes Tatabánya KC játékosa lett. A tatabányai csapattal bejutott az EHF-kupa csoportkörébe, majd onnan a negyeddöntőbe is. Leimeter 9 gólt szerzett ezeken a nemzetközi mérkőzéseken. Az ezt követő szezonokban megfordult a Budakalász KC-ban és a Csurgói KK-ban is, mindkét együttessel EHF-kupa résztvevő volt.
2021 februárjában szezon közben vásárolta ki csurgói szerződéséből a horvát bajnok, Bajnokok Ligája résztvevő RK Zagreb. A horvát csapattal horvát bajnok lett, valamint a SEHA-ligában két ezüstérmet szerzett, a döntőben mindkét alkalommal a Telekom Veszprém ellen szenvedtek vereséget. Három szezonban szerepelhetett a Bajnokok Ligájában, összesen 72 gólt szerzett. 2023 nyarán a német első osztályba frissen feljutott HBW Balingen-Weilstetten játékosa lett.
A felnőtt válogatottban 2020 novemberében mutatkozott be a horvát válogatott elleni Eurokupa-mérkőzésen. Világversenyen először a 2023-as világbajnokságon volt az utazó keret tagja. Két mérkőzésre nevezték, de pályára végül nem lépett.

## Sikerei, díjai
- Horvát bajnokság győztese: 2021, 2022
- SEHA-liga ezüstérmes: 2021, 2022